# 新井敬太
新井 敬太（あらい けいた、1987年2月15日 - ）は、日本の俳優。本名同じ。埼玉県出身。ソニー・ミュージックアーティスツ所属。

## 人物
特技は英語、居合、殺陣、ジークンドー、ヒップホップダンス、ブレイクダンス。
日本語と英語のバイリンガル。居合は新天皇奉納演武披露経験がある。ジークンドーはファーストクラス（黒帯相当）の認定を受けている。ヒップホップダンスの講師として自身のクラスを開講。免許に乗馬検定5級、普通自動車、普通二輪、ミキサー車。
日本舞踊家（花柳流）、男性華道家（池坊）、茶人としての一面を持つ。

## 出演

### 映画
- ボックス！（2010年）
- カイジ2 人生奪回ゲーム（2011年）
- 東京公園（2011年）
- ソロモンの偽証（2015年）
- ピンクとグレー（2016年）
- CUTIE HONEY -TEARS-（2016年） - 平石晃 役
- 波乗りオフィスへようこそ（2019年）
- アニメ女子・外伝 ～藍の翼・カーレッジ～（2019年） - 神田壮介 役
- Last Lover（2020年） - 小西 役
- ぐらんぶる（2020年）
- 映像研には手を出すな！（2020年） - 西島 役[1]
- シグナル 長期未解決事件捜査班 劇場版（2021年） ‐ 殺し屋 役
- シチュエーション ラヴ（2021年） ‐ 加瀬講師 役

### ショート・ムービー
- 不理想家族（2021年）[2]

### テレビドラマ
- 遠藤憲一と宮藤官九郎の勉強させていただきます（2018年11月12日 - 12月24日、WOWOW） - フレディ金城（テイク1） 役
- いだてん〜東京オリムピック噺〜（2019年1月16日 - 12月15日、NHK） - 明治大学第一区ランナー・稲毛田 役
- 相棒 season19 第6話（2020年11月18日、テレビ朝日） ‐ 鈴木真治 役

### 海外作品
- The Outsider（2017年） - ヒロインダンスパートナー 役[3]
- Los Japón（2019年）[4]
- Make My Mark（2020年）
- 唐人街探偵 東京MISSION（原題：唐人街探案3、2020年 中国映画）[5] - 野田[注 1]の弁護士 役[6]
- Suena（2023年　監督：Orlando Giraldo）兼プロデューサー

### ミュージックビデオ
- ヨルガヲ『Late show』（2021年） - 主演Solo 役

### CM
- LINE myBridge（2018年 - ）

### 監修
- 海外コミック「Black Sun Samurai」　作者：Joey Abbott

### 海外誌
- whenever Beijing (中国)
- Black Belt（アメリカ）